# Ternej
Ternej è un insediamento di tipo urbano dell'Estremo oriente russo, situato nel Territorio del Litorale; appartiene amministrativamente al rajon Ternejskij, del quale è il capoluogo.
Sorge nella parte centrale del Territorio del Litorale, lungo la costa del mare del Giappone, presso la foce del piccolo fiume Serebrjanka, circa 600 chilometri a nordest del capoluogo Vladivostok. L'insediamento, a dispetto della latitudine relativamente bassa e della posizione marittima, ha un clima continentale freddo, con temperature medie che oscillano dai -13 °C di gennaio ai 18 °C di agosto.
L'insediamento venne fondato nel mese di settembre del 1908; la zona in cui sorge era stata esplorata però già dal navigatore ed esploratore francese Jean-François de La Pérouse, che aveva chiamato baia di Ternai l'insenatura dove sorge oggi l'insediamento.